# Лолинг
Лолинг, ล ลิง (тайск. ลิง, линг — «обезьяна») — ло, 36-я буква тайского алфавита. Как инициаль относится к аксонтамдиау (нижний класс, одиночные), как финаль относится к матре мекон (финаль «н»). На клавиатуре соответствует клавише рус. «Ъ».
Тонирование лолинг:
| Сиенг саман | Сиенг эк | Сиенг тхо | Сиенг три | Сиенг тьаттава |
| ลอ          | หล่อ      | ล่อ        | ล้อ        | หลอ            |

Слова, начинающиеся на лолинг 2-го и 5-го тона, обозначаются с помощью нечитаемой предписной буквы хонам, поэтому в словаре располагаются в разделе буквы хохип.

## Ваййакон (грамматика)
- Леу ( แล้ว ) — показатель прошедшего времени.